# Sant Bartomeu de Segalars
Sant Bartomeu de Segalars és una església catalogada com a monument del municipi de Sant Gregori (Gironès) i protegida com a bé cultural d'interès local.
En el lloc de Segalars apareix documentat l'any 1901, encara que de la capella no n'hi ha notícies fins a l'any 1401, quan consta que tenia una confraria i un capellà beneficiat. El culte i benefici es documenten fins al 1732. Edifici d'una sola nau, coberta amb volta de canó de perfil apuntat, reforçada per dos arcs torals del mateix perfil, que arrenquen d'unes pilastres adossades als murs. Capçada a llevant per un absis semicircular obert directament a la nau i cobert d'una volta de quart d'esfera que, igual que les de la nau, arrenca d'una senzilla motllura. Al centre de l'absis hi ha una finestra de doble esqueixada. La façana de ponent ha estat totalment modificada, amb la reforma de la porta, obertura de dues finestres i afegitó d'un porxo. També es construeixen contraforts per a reforçar la part lateral de la nau. Tots els paraments són enguixats interiorment i arrebossat a la part exterior, sense cap motiu d'ornamentació.

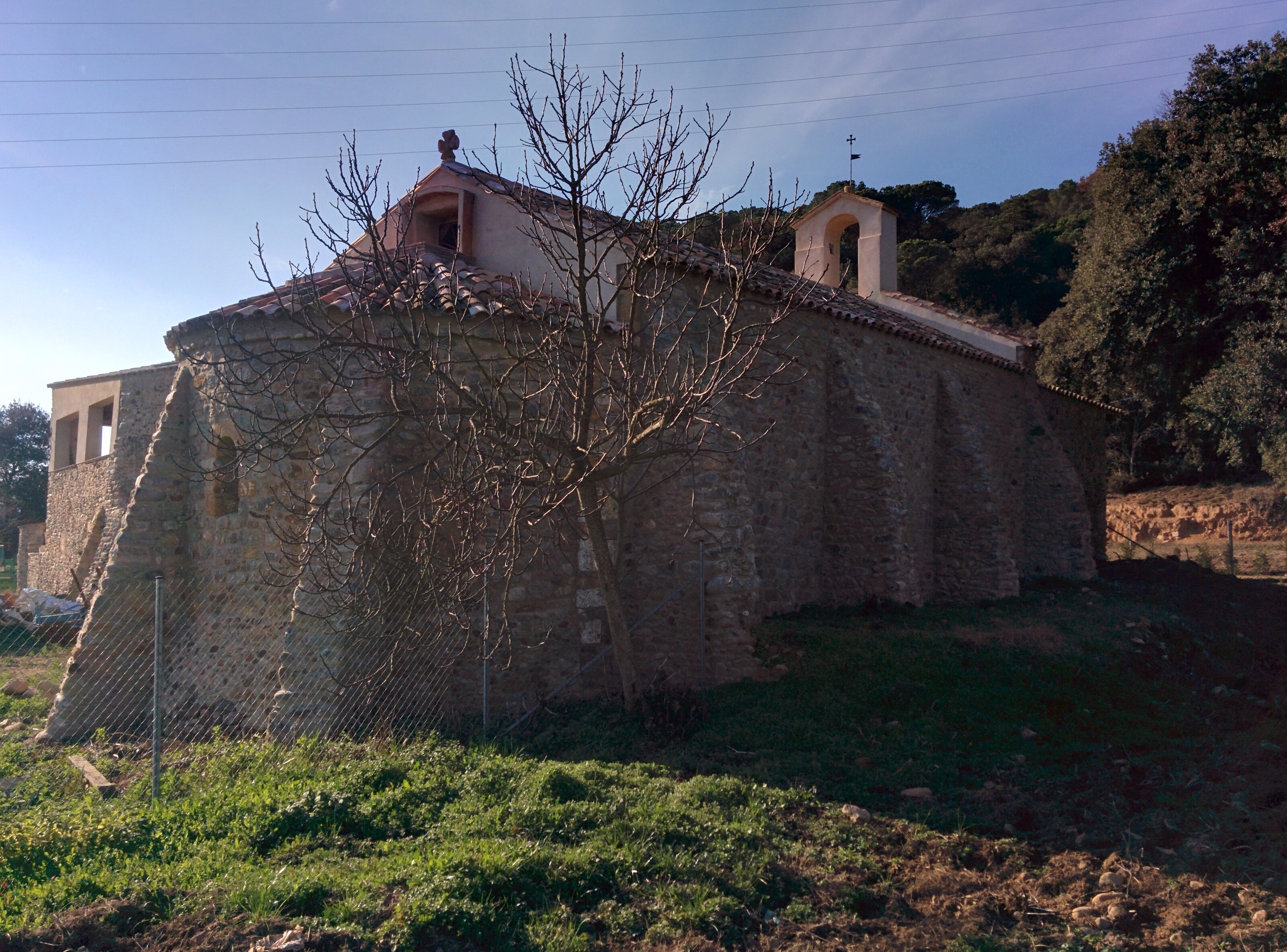
Vista de la part exterior de l'absis